# Nam Yoon-soo
Nam Yoon-soo (en hangul, 남윤수), es un actor y modelo surcoreano.

## Biografía
Estudió en el Hanlim Multi Art School.
El 28 de julio de 2021 se anunció que como medida de prevención el actor se había sometido a una prueba para descartar COVID-19 (la cual dio negativo), después de que se le notificara que un extra de la serie The King's Affection había dado positivo.

## Carrera
Es miembro de la agencia Agency Garten (에이전시가르텐). Previamente fue miembro de la agencia "Partners Park".
El 29 de enero del 2018 se unió al elenco principal de la serie web 4 Kinds of House (también conocida como "Sagaji House") donde interpretó a Joon Ha, un joven fotógrafo de moda exitoso en Inglaterra que decide regresar a Corea luego de que su pasión por la fotografía disminuyera, hasta el final de la serie el 31 de enero del mismo año.
El 24 de octubre del 2018 se unió al elenco de la serie web Want More 19 donde dio vida a Lee Gyeom, hasta el final de la serie en noviembre del mismo año.
El 27 de mayo del 2019 se unió al elenco de la serie web I Am Not a Robot (también conocida como "Not a Robot") donde interpretó al estudiante Jung Sung-yun, hasta el final en julio del mismo año.
El 13 de febrero del 2020 se unió al elenco de la serie web The Temperature of Talk: Our Nineteen (también conocida como "The Temperature of Language") donde dio vida al estudiante Lee Chan-sol, hasta el final de la serie el 9 de abril del mismo año.
El 29 de abril del mismo año se unió al elenco de la serie de Netflix Extracurricular (también conocida como "Human Lessons") donde interpretó a Ki-tae, el novio de Seo Min-hee (Jung Da-bin) y el estudiante más popular de la escuela.El 2 de noviembre del mismo año se unió al elenco recurrente de la serie Birthcare Center (también conocida como "Postpartum Care Center"), donde dio vida a Ha Kyung-hoon.
El 19 de febrero de 2021 se unió al elenco de la serie Beyond Evil (también conocida como "Monster"), donde interpretó al joven detective Oh Ji-hoon, hasta el final de la serie en abril del mismo año. En octubre del mismo año se unió al elenco principal de la serie The King's Affection (también conocida como "Affection") donde dio vida a Lee Hyun.
En febrero de 2022, se confirmó que se había unido al elenco de la serie The Borrowed Body donde interpretará a Lee Sang-yoo, un joven quien no tiene expectativas de su escuela ni de sus amigos y espera completar su tercer año de secundaria sin problemas.A finales de marzo del mismo año, se confirmó que se había unido al elenco principal de la serie Today's Webtoon, donde dará vida a Goo Joon-young, un joven que trabaja en el departamento de ventas. La serie es una nueva versión coreana del popular drama japonés de 2016 “Sleepeeer Hit!”.

## Filmografía

### Series de televisión
| Año  | Título                                    | Personaje                | Notas                     | Ref.          |
| ---- | ----------------------------------------- | ------------------------ | ------------------------- | ------------- |
| 2018 | 4 Kinds of House                          | Joon Ha                  | 4 episodios - (serie web) |               |
| 2018 | Want More 19                              | Lee Gyeom                | 7 episodios -(serie web)  |               |
| 2019 | Re-Feel                                   | Lee Gyeom                | ep. 2 - (serie web)       |               |
| 2019 | Not a Robot                               | Jung Sung-yun            | Serie web                 |               |
| 2020 | The Temperature Of Language: Our Nineteen | Lee Chan-sol             | 16 episodios              |               |
| 2020 | Extracurricular                           | Ki-tae                   | 10 episodios              | [ 18 ]        |
| 2020 | Birthcare Center                          | Ha Kyung-hoon            |                           |               |
| 2021 | Beyond Evil                               | Det. Oh Ji-hoon          |                           |               |
| 2021 | The King's Affection                      | Lee Hyun, Príncipe Jaeun | 20 episodios              | [ 19 ]        |
| 2022 | The Borrowed Body                         | Lee Sang-yoo             |                           |               |
| 2022 | Today's Webtoon                           | Goo Joon-young           |                           | [ 20 ] [ 21 ] |
| 2024 | Dog Knows Everything                      | Hyeon-ta                 |                           | [ 22 ] [ 23 ] |
| 2024 | Love in the Big City                      | Go Young                 | Serie web en 8 episodios  | [ 24 ] [ 25 ] |
| TBA  | The Borrowed Body                         | San Woo                  |                           |               |

### Películas
| Año  | Título                                                        | Personaje | Notas                  | Ref.   |
| ---- | ------------------------------------------------------------- | --------- | ---------------------- | ------ |
| 2020 | LANCOME - "If My Stuff Is Still In Your House, It's Not Over" | -         | junto a Suzy - (corto) | [ 26 ] |
| 2023 | Soulmate                                                      | Ki-hoon   |                        | [ 27 ] |
| 2025 | Killing Time                                                  | Ju Won    |                        |        |

### Programas de variedades
| Año  | Título                        | Función  | Notas               | Ref.   |
| ---- | ----------------------------- | -------- | ------------------- | ------ |
| 2019 | Playing Oppa                  | Invitado | Ep. 8-9             |        |
| 2019 | Eat's Seoul (웹예능_이츠서울) | Miembro  | Junto a Kang Min-ah | [ 28 ] |
| 2021 | I Live Alone                  | Invitado |                     | [ 29 ] |

### Presentador
| Año             | Título                             | Notas                           | Ref.          |
| --------------- | ---------------------------------- | ------------------------------- | ------------- |
| 2021            | 2021 MAMA (2021 Mnet Music Awards) | presentador de categoría        | [ 30 ]        |
| 2021 - presente | M! Countdown                       | co-presentador - junto a Miyeon | [ 31 ] [ 32 ] |

### Aparición en videos musicales
| Año  | Artista(s)                 | Canción                   | Notas               |
| ---- | -------------------------- | ------------------------- | ------------------- |
| 2021 | Colde & Baekhyun           | "When Dawn Comes Again"   | [ 33 ]              |
| 2020 | Baek Ji-young              | "I Still Love You a Lot"  | junto a Kang Min-ah |
| 2019 | Brown Eyed Soul feat. SOLE | "Right"                   | junto a Shin Ye-eun |
| 2018 | Epitone Project            | "First Love"              | junto a Suzy        |
| 2017 | Cheeze                     | "Be There"                |                     |
| 2016 | Thomas Cook                | "Goodbye"                 |                     |
| 2016 | Lee Jin-ah                 | "I'm Full"                |                     |
| 2016 | Yoon Jong-shin             | "Old School"              |                     |
| 2015 | Lucid Fall                 | "Still There, Still Here" |                     |
| 2015 | Brother Su                 | "Dot"                     |                     |
| 2015 | Hong Jae-mok               | "You Are There"           |                     |

## Premios y nominaciones
| Año  | Categoría      | Premio                   | Trabajo              | Resultado |
| ---- | -------------- | ------------------------ | -------------------- | --------- |
| 2021 | Best New Actor | KBS Drama Award          | The King's Affection | Nominado  |
| 2021 | Best New Actor | 57th Baeksang Arts Award | Extracurricular      | Nominado  |